# ايمي أكينو
ايمي أكينو (بالإنجليزية: Amy Aquino)‏ مواليد 20 مارس 1957 في نيو جيرسي، هي ممثلة أمريكية.

## وصلات خارجية
- ايمي أكينو على موقع IMDb (الإنجليزية)
- ايمي أكينو على موقع ألو سيني (الفرنسية)
- ايمي أكينو على موقع أول موفي (الإنجليزية)
- ايمي أكينو على موقع قاعدة بيانات برودواي على الإنترنت (الإنجليزية)
- ايمي أكينو على موقع قاعدة بيانات الأفلام السويدية (السويدية)
- ايمي أكينو على موقع قاعدة بيانات الفيلم (الإنجليزية)
- ايمي أكينو على موقع كينوبويسك (الروسية)